# Expansion (album)
Expansion is een studioalbum van Brendan Pollard.

## Inleiding
Pollard maakte toen deel uit van het synthesizerduo Rogue Element. Hij maakt zich daar langzaam los van en dit is het eerste album dat hij onder eigen naam uitbracht. Pollard nam in zijn eigen geluidsstudio in Bedford (Engeland) een album op dat voor wat betreft stijl teruggaat naar de Berlijnse School voor elektronische muziek in combinatie met de kosmische muziekstroming (invloeden vanuit ambient) daarin. Dit is onder meer terug te vinden in de twee lange tracks aan het begin van het album. Pollard, liefhebber van analoge synthesizers, gebruikte voor dit album banden van de originele mellotron en waarschuwde dus voor enkele kleine geluidsstoringen, inherent aan die banden.

## Musici
- Brendan Pollard – synthesizers, elektronica
  - gebruikte apparatuur : Mellotron 400, Beast Duophonic Modular System, Bohm Soundlab Modular System, SRS RP3 Noise Generator Modular System, Doepfer MAQ 16/3 Analogue Sequencer, Fender Rhodes 54, Elka Rhapsody 610, ARP Pro DGX, Moog Micromoog, Octave Kitten, Roland JP8000, SRS Aurora Monosynth, SRS Philtertron, SRS Dual Phaser Unit, Dynacord EC 280 Echo, Dynacord Digital Delay
- Adrian Volente – idem bij track 1
  - gebruikte apparatuur Fender Rhodes, Mellotron, SRS Aurora, Roland JP-8000

## Muziek
| Nr. | Titel      | Duur  |
| --- | ---------- | ----- |
| 1.  | Tegula     | 19:08 |
| 2.  | Toxic blue | 24:53 |
| 3.  | Nebulous   | 7:05  |
| 4.  | Valve      | 7:10  |
| 5.  | Aquarius   | 2:29  |